# Trafalgar (Madrid)
Trafalgar és un barri del districte de Chamberí, a Madrid. Limita al nord amb Ríos Rosas, a l'oest amb Arapiles, a l'oest amb Almagro i al sud amb Justicia i Universidad (Centro). Es troba delimitat al nord pel carrer de José Abascal; a l'est pel carrer de Santa Engracia fins a la plaça d'Alonso Martínez, al sud pel carrer de Sagasta, la glorieta de Bilbao, el carrer de Carranza i la glorieta de Ruiz Jiménez, i a l'oest pel carrer de San Bernardo, la glorieta de Quevedo i el carrer de Bravo Murillo.
Entre els centres més destacats al barri hi ha l'Institut Homeopàtic i Hospital de San José i l'edifici oficial del Butlletí Oficial de l'Estat.

## Origen
El Barri de Trafalgar sorgí en l'eixample de Madrid que es produí a mitjan segle xix del districte de Chamberí. D'un barri de treballadors en els seus inicis, s'ha passat a ser un barri amb un marcat caràcter residencial, en l'extrem est de Chamberí

## Transport

### Metro - Rodalies
- Estació de Canal
- Estació de Quevedo
- Estació d'Iglesia
- Estació de Bilbao
- Estació d'Alonso Martínez